# Peter Muhlenberg
Peter Muhlenberg, właśc. John Peter Gabriel Muhlenberg (ur. 1 października 1746 w Trappe, Pensylwania, zm. 1 października 1807 w Gray’s Ferry, Pensylwania) – amerykański polityk, żołnierz Armii Kontynentalnej, duchowny protestancki.

## Życiorys
Rodzice Muhlenberga, Anna i Henry Muhlenberg, przybyli do Ameryki Północnej jako protestanccy misjonarze, na prośbę niemieckich kolonistów. W 1763 roku Peter wraz ze swoimi braćmi Frederickiem Augustem i Gotthilfem Heinrichem Ernstem zostali wysłani w celu pobierania edukacji do Halle. Szkołę ukończył w 1766 roku i przeniósł się do Lubeki, gdzie miał uczyć się zawodu sprzedawcy. Zrezygnował jednak z nauki z powodu złego traktowania i zaciągnął się do dragonów.
Po powrocie do Pensylwanii studiował teologię na Akademii Filadelfijskiej. W 1768 roku został wyświęcony na ministra i powierzono mu parafie w New Germantown i Bedminster. Podczas wizyty w Anglii w 1772 roku otrzymał święcenia kapłańskie duchownego anglikańskiego. W 1770 roku poślubił Annę Barbarę Meyer, z którą miał sześcioro dzieci, m.in. Francisa Muhlenberga.
W 1775 roku, na osobistą prośbę Jerzego Waszyngtona, objął w stopniu pułkownika jeden z regimentów Armii Kontynentalnej. Rewolucję amerykańską zakończył w stopniu generała-majora i osiedlił się w hrabstwie Montgomery.
W 1789 roku został wybrany jako przedstawiciel Pensylwanii na Pierwszą kadencję Kongresu. Jego brat Frederick został wybrany pierwszym Spikerem Izby Reprezentantów. Ponownie wybrany do Kongresu trzeciej (1793) i piątej kadencji (1799). 4 marca 1801 roku został wybrany do Senatu, lecz zrezygnował z mandatu 30 czerwca tego samego roku.
W 1802 objął urząd poborcy celnego w Filadelfii, urząd pełnił do śmierci w 1807 roku. Pochowany na Augustus Lutheran Church w Trappe.